# Jules Drach
Pour les articles homonymes, voir Drach.
Jules Drach, né le 13 mars 1871 à Sainte-Marie-aux-Mines (Haut-Rhin) et mort le 7 mars 1949 à Cavalaire-sur-Mer (Var), est un mathématicien français

## Biographie

### Études
Fils de fermiers d'Alsace, sa famille quitte la région après l'annexion prussienne pour rejoindre Saint-Dié dans les Vosges. Encouragé par ses instituteurs, Jules Drach fait des études secondaires au collège de Saint-Dié, puis au lycée de Nancy. Jules Drach fait ensuite de 1889 à 1892 des études supérieures à l’École normale supérieure, où il suit les conférences de Jules Tannery et à la faculté des sciences de Paris où il suit les cours de calcul différentiel et intégral d'Émile Picard, les cours d'analyse supérieure de Charles Hermite et les cours de mécanique rationnelle de Paul Appell (en même temps qu'Émile Borel). Il y obtient les licences ès sciences mathématiques et ès sciences physiques en 1891.

### Carrière académique
Jules Drach échoue au concours d'agrégation de mathématiques en 1892 mais grâce à Jules Tannery il devient boursier de l’École pratique des hautes études. Il se consacre alors à la préparation d'une thèse pour le doctorat ès sciences mathématiques qu'il obtient en 1898 devant la faculté des sciences de l'université de Paris. En 1897 il avait reçu le prix Peccot du Collège de France.
Juste après l'obtention de son doctorat il est nommé maitre de conférences (1898-1901) à Clermont, puis à Lille (1er novembre 1901-31 octobre 1903). À la suite du départ d'Henri Padé, il est chargé, pour l'année scolaire 1903-04, du cours de mécanique rationnelle et appliquée à Poitiers puis nommé titulaire de la chaire le 1er novembre 1904. En 1907, il devient assesseur du doyen de la faculté. Il part ensuite à Toulouse où il occupe la chaire de calcul différentiel et intégral de 1908-1913. Il est lauréat du prix Saintour de l'Institut en 1911. En 1913, il est nommé chargé du cours de mécanique rationnelle à la faculté des sciences de Paris comme suppléant de Paul Painlevé, charge qu'il occupe jusqu'en 1920. Il occupe ensuite successivement les chaires de mathématiques générales (1920-1921), d'application de l'analyse à la géométrie (1921 à 1933), puis d'analyse supérieure et algèbre supérieure (1933 au 13 mars 1941) jusqu'à sa mise à la retraite.
Il est élu à l'Académie des sciences en 1929.
Son fils Pierre Drach fut professeur titulaire de la chaire de biologie maritime à la faculté des sciences de Paris.